# بان نا بولون
بان نا بولون (بالإنجليزية: Pane na Bolon)‏ معبود في عقيدة الباتاك يحكم وسط الأرض. قدس باسم سيلامبان أو ناغا بادوها. له شكل أفعى أو تنين أو ناغا. يحكم على عالم الرجال، ويترافق رسمه عادة مع الجهات الثماني للبوصلة يسمى کارو باتاك. ولهذا المعبود مظهر مدمر قادر أن يفترس النبات والحيوان حتى يعرف تماما الاتجاه الذي يكون فيه رأس بان نا بولون في أي وقت ليكون قادرا أن يسترشد به في توجهه. وهكذا في أشهر تشرين الأول (أكتوبر) وتشرين الثاني (نوفمبر) وكانون الأول (ديسمبر) يكون رأس الناغا متجها إلى الغرب فيعرف المحاربون كيف يوجهون ظهورهم حتى لا يأخذ الرب حياتهم، وبعملهم يحمون أنفسهم من أن يجرحهم الأعداء أو يقتلوهم.